# Scoliacma virginea
Scoliacma virginea là một loài bướm đêm thuộc phân họ Arctiinae, họ Erebidae.